# Икэда, Масако
Масако Икэда (яп. 池田昌子 Икэда Масако, 1 января, 1939, префектура Токио) — японская сэйю. Состоит в Токийском актёрском кооперативе. Известна дублированием Одри Хепбёрн и работой над озвучиванием Мэйтел из Galaxy Express 999, одной из ключевых героинь франшизы.

## Биография
Масако Икэда в детстве пела в хоре, а затем выступала в детской театральной группе. В 1949 году, в 10 лет, дебютировала как актриса в фильме «Дитя ветра» (яп. 風の子) Кадзиро Ямамото. Однако Икэде было интереснее играть роль, используя только свой голос, поэтому со временем она начала уделять основное внимание именно работе актрисы озвучания.
Изначально она работала в основном в дубляже, например в ролях Одри Хепберн и Мерил Стрип, но после роли Рэйки Рюдзаки в Ace wo Nerae! Икэда стала также активно работать в озвучивании аниме.
В 1969 году сыграла ряд главных ролей в передаче Lion Okusama Gekijo, где познакомилась с помощником режиссера Норимасу Хамаду, за которого в дальнейшем вышла замуж.
В 1981 году присоединилась к Токийскому актёрскому кооперативу (яп. 東京俳優生活協同組合).

## Позиции в Гран-при журнала Animage
- 1979 год — 6-е место в Гран-при журнала Animage в номинации на лучшую женскую роль[9];
- 1980 год — 12-е место в Гран-при журнала Animage в номинации на лучшую женскую роль[10];
- 1981 год — 12-е место в Гран-при журнала Animage в номинации на лучшую женскую роль[11];
- 1982 год — 12-е место в Гран-при журнала Animage в номинации на лучшую женскую роль[12].

## Роли в аниме
- 1969 год — Ninpuu Kamui Gaiden (Нэнэ);
- 1972 год — Mokku of the Oak Tree (фея);
- 1973 год — Бей эйс! (ТВ-1) (Рэйка Рюдзаки (Отёфудзин));
- 1978 год — История Перрин (ТВ) (Мэри (мать Перрин));
- 1978 год — Галактический экспресс 999 (ТВ) (Мэйтел);
- 1978 год — Бей эйс! (ТВ-2) (Рэйка Рюдзаки);
- 1979 год — Maegami Tarou (Цубамэтоби);
- 1979 год — Галактический экспресс 999 — Фильм (Мэйтел);
- 1979 год — Бей эйс! — Фильм (Рэйка Рюдзаки);
- 1979 год — Ginga Tetsudou 999: Kimi wa Senshi no You ni Ikirareru ka? (Мэйтел);
- 1980 год — Чудесное путешествие Нильса (ТВ) (Мать Нильса);
- 1980 год — Glass no Clair - Ginga Tetsudo 999 (Мэйтел);
- 1980 год — Ginga Tetsudo 999: Eien no Tabibito Emeraldas (Мэйтел);
- 1980 год — Достичь Терры (фильм) (Компьютер Мать Элиза);
- 1980 год — Ginga Tetsudo 999: Kimi wa Haha no You ni Aiseru ka!! (Мэйтел);
- 1981 год — Прощай, Галактический экспресс 999: Конечная Станция «Андромеда» (Мэйтел);
- 1982 год — Королева Тысячелетия — Фильм (Клеопатра);
- 1982 год — Boku Pataliro! (Этранж);
- 1983 год — Хармагеддон — Фильм (Митико);
- 1983 год — Стоп!! Хибари-кун! (Харуэ Сакамото (мать Косаку));
- 1985 год — Кинжал Камуи (Ояруру);
- 1986 год — The Story of Pollyanna, Girl of Love (Госпожа Калиу);
- 1986 год — Жар-птица: Глава о Фениксе (Жар-птица);
- 1987 год — Minna Agechau (Сакурако);
- 1987 год — Жар-птица: Глава о Ямато (Жар-птица);
- 1987 год — Человек-дьявол OVA-1 (Сумико Фудо);
- 1987 год — Жар-птица: Глава о Космосе (Жар-птица);
- 1988 год — Принцесса-вампир Мию OVA (Мать Мию);
- 1988 год — Yousei Ou (Королева Мабу);
- 1989 год — Ранма 1/2 (ТВ) (Нодока Саотомэ);
- 1990 год — Человек-дьявол OVA-2 (Сумико Фудо / Мать Акиры);
- 1991 год — Silent Moebius Movie (Фуюка Ликер);
- 1992 год — Oi! Ryouma (Сати Сакамото);
- 1992 год — Silent Moebius Movie 2 (Фуюка Ликер);
- 1995 год — Romeo no Aoi Sora (Голос за кадром);
- 1996 год — Икс — Фильм (Тору);
- 1997 год — Детективы академии КЛАМП (Главный директор);
- 1997 год — Sakura Taisen OVA (Вакана Сингудзи (мать Сакуры));
- 1998 год — Галактический экспресс 999: Вечная фантазия (Мэйтел);
- 1998 год — Silent Moebius (Фуюка);
- 1999 год — Сага о Харлоке: Кольцо Нибелунга (Мэйтел);
- 1999 год — Sakura Taisen 2 (Вакана Сингудзи (мать Сакуры));
- 2000 год — Sakura Taisen TV (Вакана Сингудзи (мать Сакуры));
- 2000 год — Легенда Мэйтел (Голос за кадром);
- 2002 год — Боевая фея Вьюга (Линн Джексон);
- 2004 год — Uchuu Koukyoushi Maetel: Ginga Tetsudou 999 Gaiden (Мэйтел (голос за кадром));
- 2005 год — Огни Пестрой Арены OVA-2 (Рола Гамильтон);
- 2007 год — Галактические Железные Дороги OVA (Мэйтел);
- 2007 год — Ветер Эмили (Лаура Мюррэй);
- 2009 год — Здравствуй, Энн! Что было до Зеленых Крыш (Голос за кадром);
- 2009 год — Ginga Tetsudou 999: Diamond Ring no Kanata e (Мэйтел).

## Награды
| Год  | Награда           | Результат | Категория          | Прим.  |
| ---- | ----------------- | --------- | ------------------ | ------ |
| 2007 | Seiyu Awards      | Победа    | Приз за достижения | [ 13 ] |
| 2020 | Tokyo Anime Award | Победа    | Приз за заслуги    | [ 4 ]  |